# Kaspáza 8
Kaspáza 8 neboli kaspázový protein (cystein aspartáza) je kódován genem CASP8. Nejčastěji působí na kaspázu 3, dále pak na kaspázu 4, 6, 7, 9 a 10, které štěpí a aktivuje. CASP8 homology byly identifikovány pro mnoho druhů savců, pro které jsou k dispozici kompletní genomová data. Tyto unikátní homology (ortology) byly nalezeny též u ptáků. 

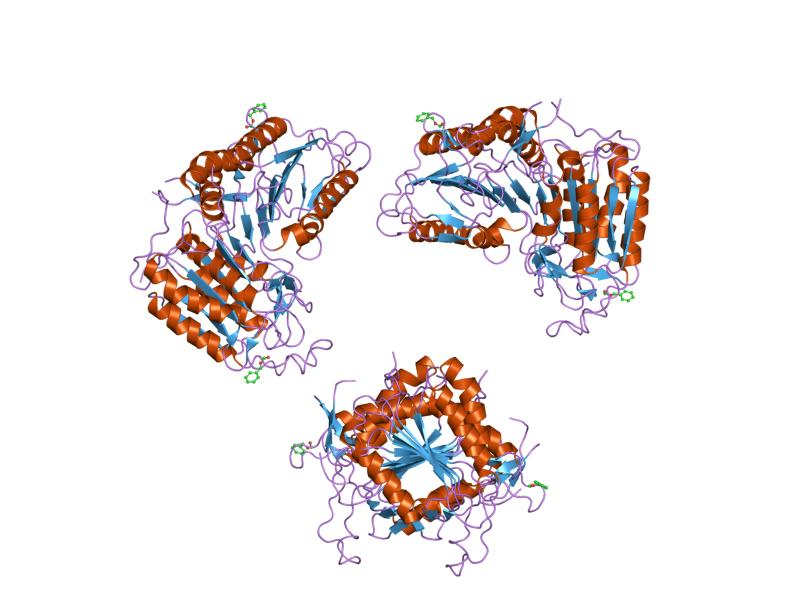
Struktura proteinu CASP8

## Funkce
Gen CASP8 kóduje zástupce z rodiny cystein aspartázy = kaspázy. Sekvenční aktivace kaspáz hraje klíčovou roli v konečné fázi programované buněčné smrti. Kaspázy se vyskytují jako neaktivní proenzymy složené z pro-domény, velké proteázové podjednotky a malé proteázové podjednotky. Aktivace kaspáz vyžaduje proteolytické štěpení v konzervované části tvořené aspartátovými (Asp, D) zbytky. Tím se vytvoří heterodimer enzymu, který se skládá z velké a malé podjednotky. Tento protein se podílí na programované buněčné smrti, spuštěné přes molekulu Fas a různé apoptotické podněty. N-terminální efektorová doména tohoto proteinu, tzv. FADD-like, značí, že může reagovat s Fas-interagujícím proteinem FADD. Tento protein byl detekován v mozku pacientů postižených Huntingtonovou chorobou, ale nikoliv u zdravých kontrolních pacientů, což dokazuje roli v neurodegenerativních onemocněních. Je popsáno mnoho transkriptů po alternativním sestřihu a každý kóduje jinou isoformu, ačkoli ne všechny varianty mají určenou plnou délku.

## Klinická role[3]
Mutacemi v tomto genu může být také způsobena velmi vzácná genetická porucha imunitního systému. Tato nemoc se nazývá CEDS (z anglického Caspase Eight Deficiency State). Studie prokazují podobnosti s jinou poruchou, syndromem ALPS, tedy Autoimunitním lymfoproliferativním syndromem (další genetická porucha apoptózy) a některé z nich také vykazují diagnostické vlastnosti CVID, běžné variabilní imunodeficience. Zajímavostí je, že CEDS je u člověka slučitelný se životem, kdežto u myší s vyřazeným genem pro kaspázu 8 nastala smrt již v embryonálním stádiu.
Příznaky typické pro CEDS jsou splenomegalie a lymfadenopatie, dále také plicní infekce a mukokutánní herpesvirus (společné pro CVID pacienty), bradavice, moluska a hypogamaglobulinémie. Často se objevuje také infiltrát lymfocytů v parenchymálních orgánech a pacienti trpí zvětšením sekundárních lymfatických orgánů a in vitro poruchou apoptózy lymfocytů.
Deficit kaspázy 8 znamená sice poruchu v apoptóze, jelikož kaspáza 8 je za tuto dráhu zodpovědná, bylo však zjištěno, že není pouze proapoptotickou proteázou. Kaspáza 8 hraje také velkou roli v aktivaci lymfocytů přes T a B buněčné receptory, Fc receptory NK buněk a TLR4. Toto bylo potvrzeno zjištěním, že inhibitory kaspázy 8 in vitro zabránily aktivaci T lymfocytů. Deficit kaspázy 8 tedy znamená závažnou imunodeficientní poruchu lymfocytů. Bylo nalezeno, že z biochemického hlediska kaspáza 8 vniká do inhibičního komplexu pro NFκB kinázu pomocí Bcl10-MALT1 adaptorového komplexu, což je klíčem k translokaci NFκB transkripčního faktoru do jádra. Kaspáza 8 má následně dvě různé dráhy signalizace. Pro dráhu aktivující apoptózu je zymogen pro kaspázu 8 štěpen na podjednotky, které tvoří heterotetramer pro plně funkční kaspázu. Dráha pro buněčnou aktivaci se liší v osudu zymogenu. Ten zůstává neštěpený, čímž je omezena jeho proteolytická funkce a posílena funkce jako adaptorového proteinu. 